# Pedicularis acaulis
Pedicularis acaulis är en snyltrotsväxtart som beskrevs av Giovanni Antonio Scopoli. Pedicularis acaulis ingår i släktet spiror, och familjen snyltrotsväxter. Inga underarter finns listade i Catalogue of Life.

## Bildgalleri

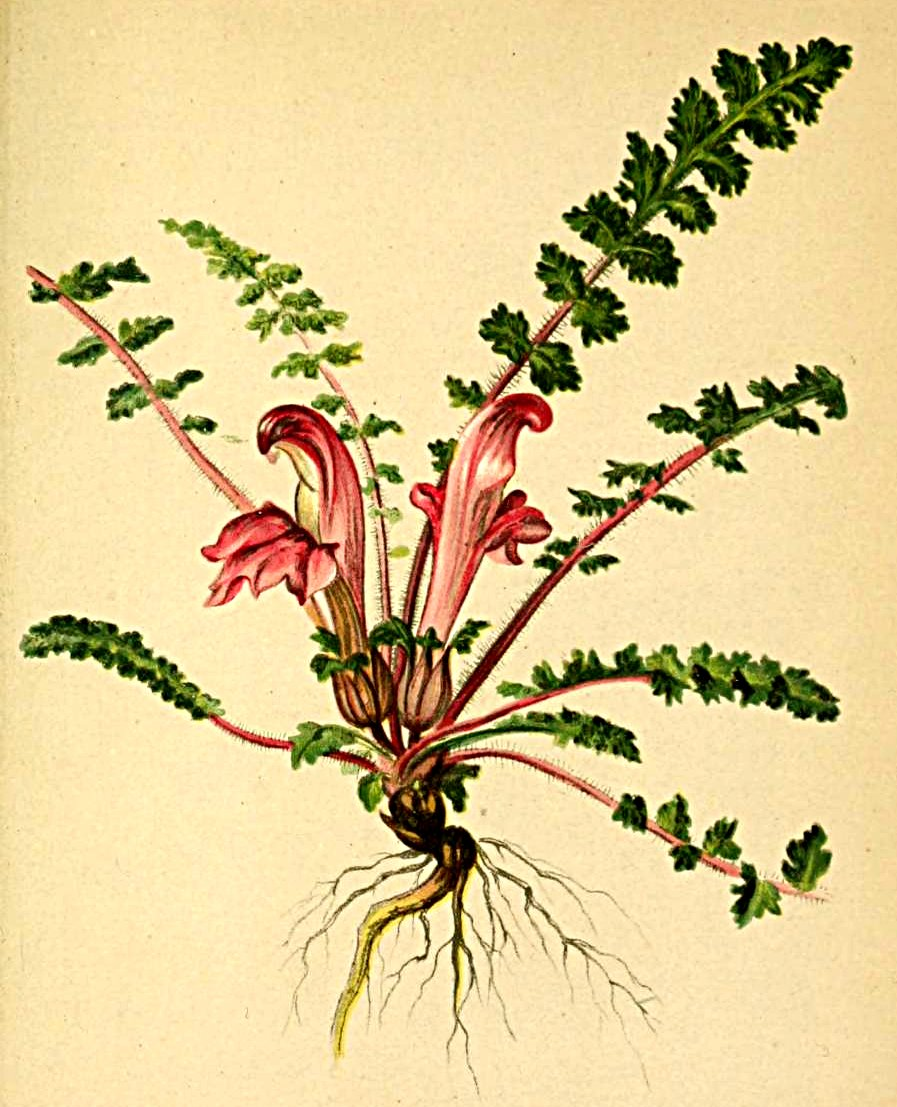
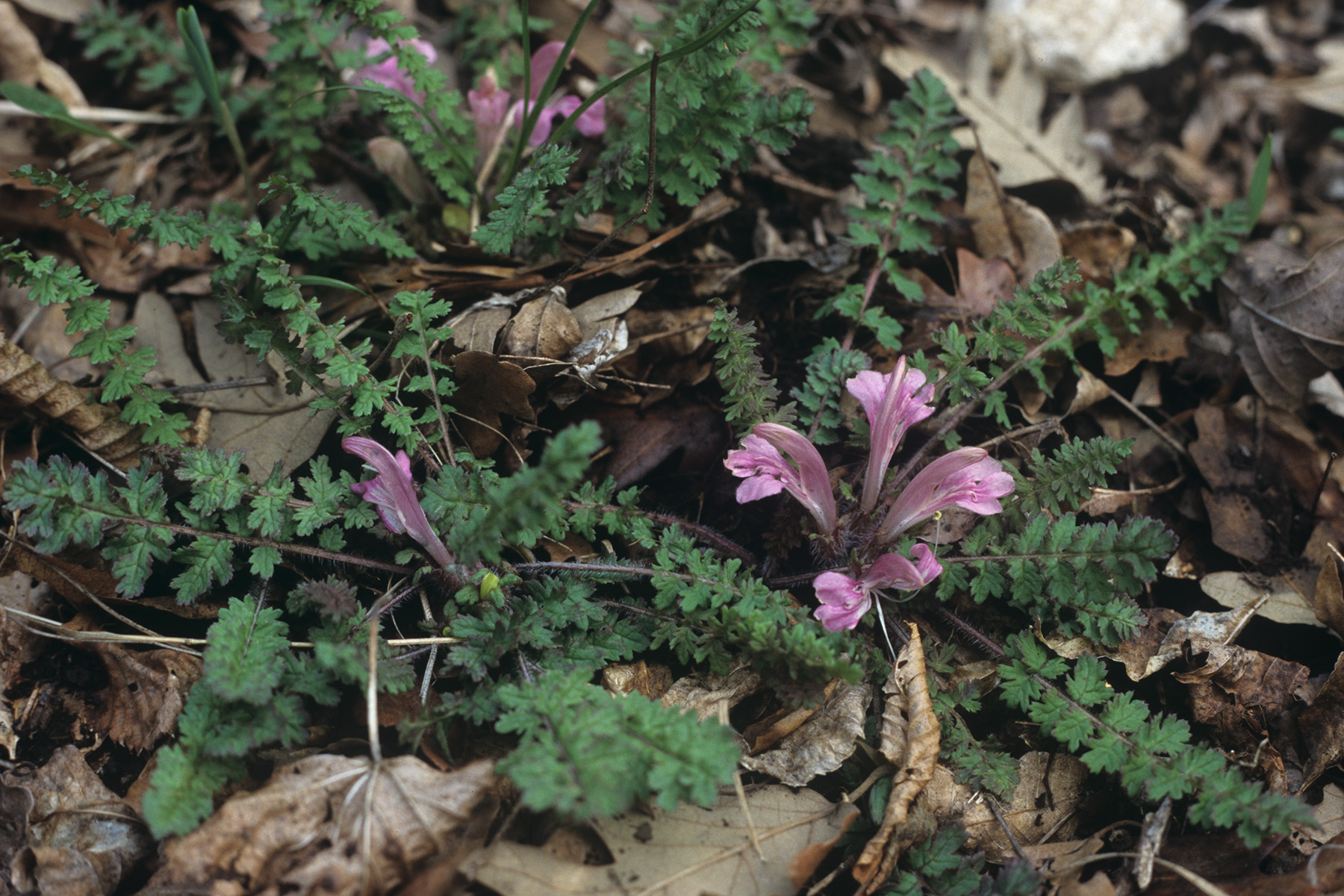